# 분큐
분큐(文久, ぶんきゅう)는 일본의 연호(元号) 중 하나이다.
- 전후 : 만엔(万延) 이후 - 겐지(元治) 이전.
- 시기 : 1861년 ~ 1864년
- 천황 : 고메이 천황
- 쇼군 : 에도 막부의 도쿠가와 이에모치

## 개원(改元)
- 만엔 2년 2월 19일(1861년 3월 29일), 신유혁명에 해당해 개원.
- 분큐 4년 2월 20일(1864년 3월 27일), 겐지으로 개원된다.

바로 전 「만엔」 개원때 최종적으로 경합을 벌이던 2개의 후보중 마지막으로 탈락했던 것이 바로 이 「분큐」였다.

## 출전
『후한서・사해전』의 「文武並用、成長久之計」.

## 분큐 시기에 일어난 일
- 원년
  - 2월 : 러시아의 군함 포사드니크호가 쓰시마섬을 점령하는 사건이 벌어지다.
  - 5월 : 도젠지 사건
- 2년
  - 1월 : 막부 로주・안도 노부마사가 습격당하다. (사카시타몬가이 사건).
  - 4월 : 사쓰마번의 시마즈 히사미쓰가 상경하다. 도쿠가와 요시노부가 쇼군 후견직에 취임하다.
  - 8월 : 나마무기 사건
- 3년
  - 3월 : 쇼군 도쿠가와 이에모치가 상락(上洛)하다.
  - 3월 : 가와타케 모쿠아키의 대표작 『아오토조시 하나노니시키에』(가부키)가 에도 이치무라자에서 초연되다.
  - 5월 : 조슈번이 시모노세키에서 항행하고 있는 3개국(미국, 프랑스, 네덜란드) 함대에게 포격을 가하다. (시모노세키 사건)
  - 7월 : 사쓰에이 전쟁 발발.
  - 8월 : 덴추구미 사건.
  - 8월 18일 : 교토에서 분큐 정변(8월 18일의 정변)이 벌어지다.
  - 9월 : 이도가야 사건
  - 10월 : 이쿠노 사건

### 죽음
- 원년
  - 헨리 휴스켄 (향년 29세)
- 2년
  - 요시다 도요 (향년 46세)
- 3년
  - 기요가와 하치로 (향년 34세)
  - 아네가코지 긴토모 (향년 27세)

## 서력과의 대조표
| 분큐 | 원년   | 2년    | 3년    | 4년    |
| 서력 | 1861년 | 1862년 | 1863년 | 1864년 |
| 간지 | 신유   | 임술   | 계해   | 갑자   |

## 같이 보기
- 일본의 연호 일람

| 이전 만엔 | 일본의 연호 1861년 ~ 1864년 | 다음 겐지 |